# Fotosazba

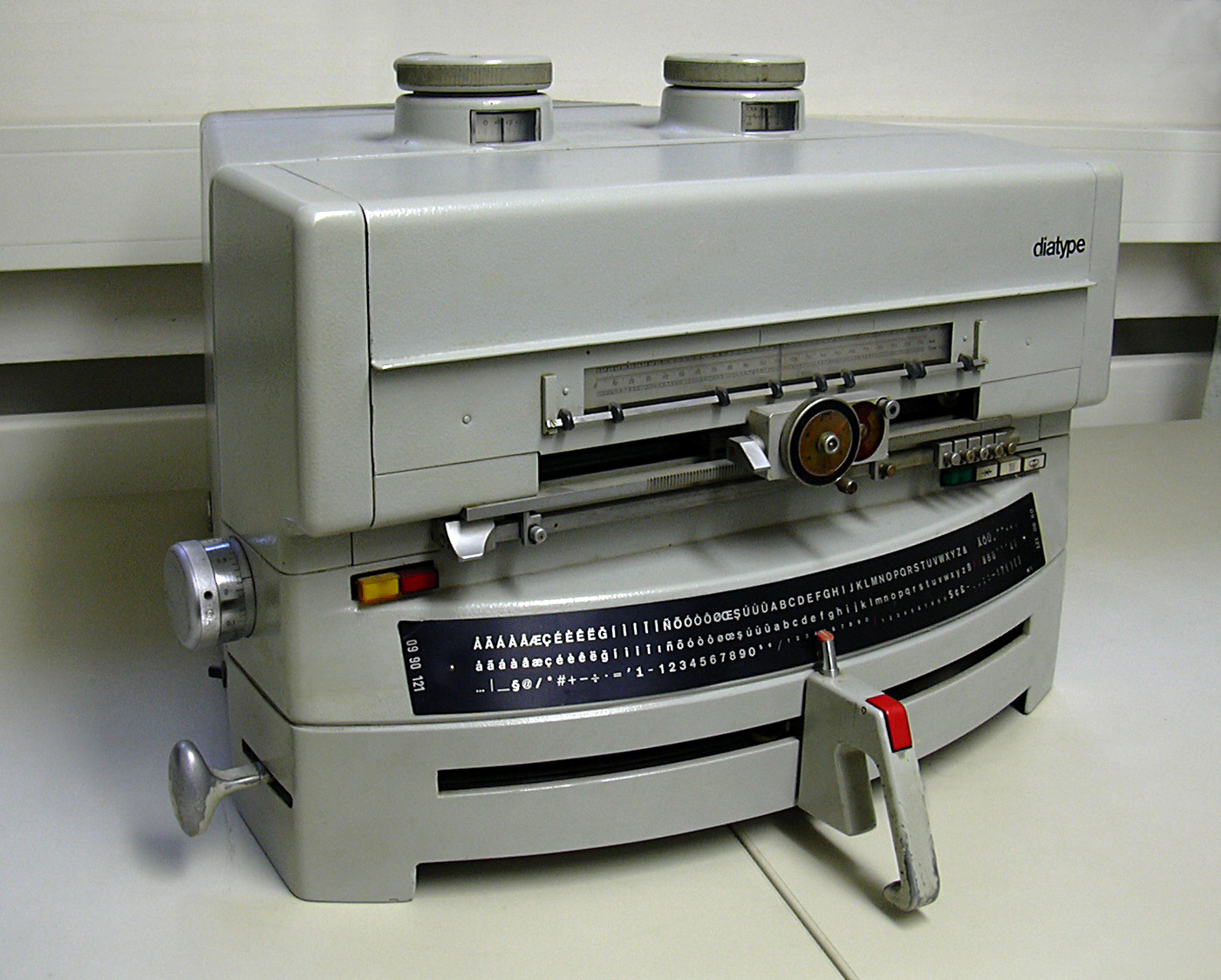
Stroj Diatype firmy Berthold

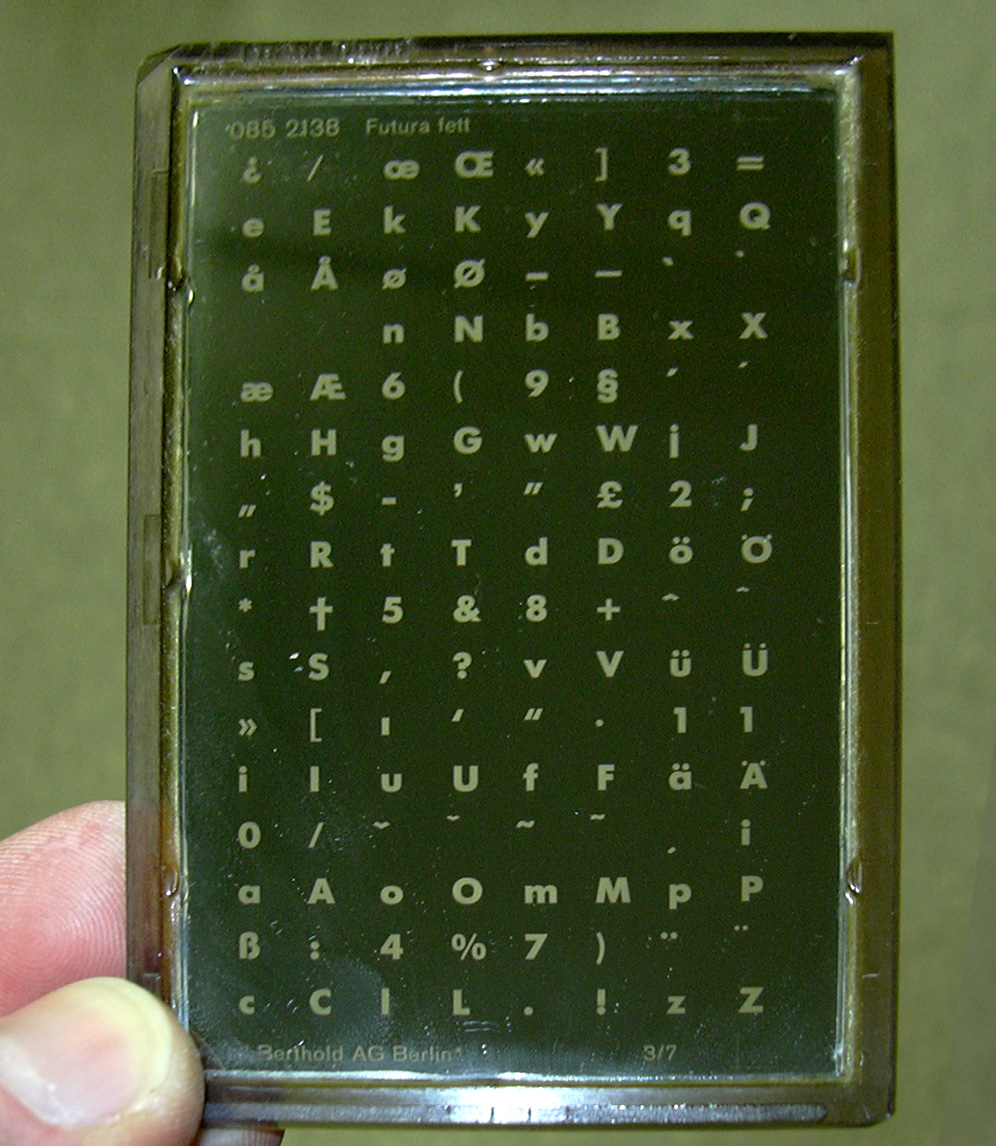
Deska s negativy znaků

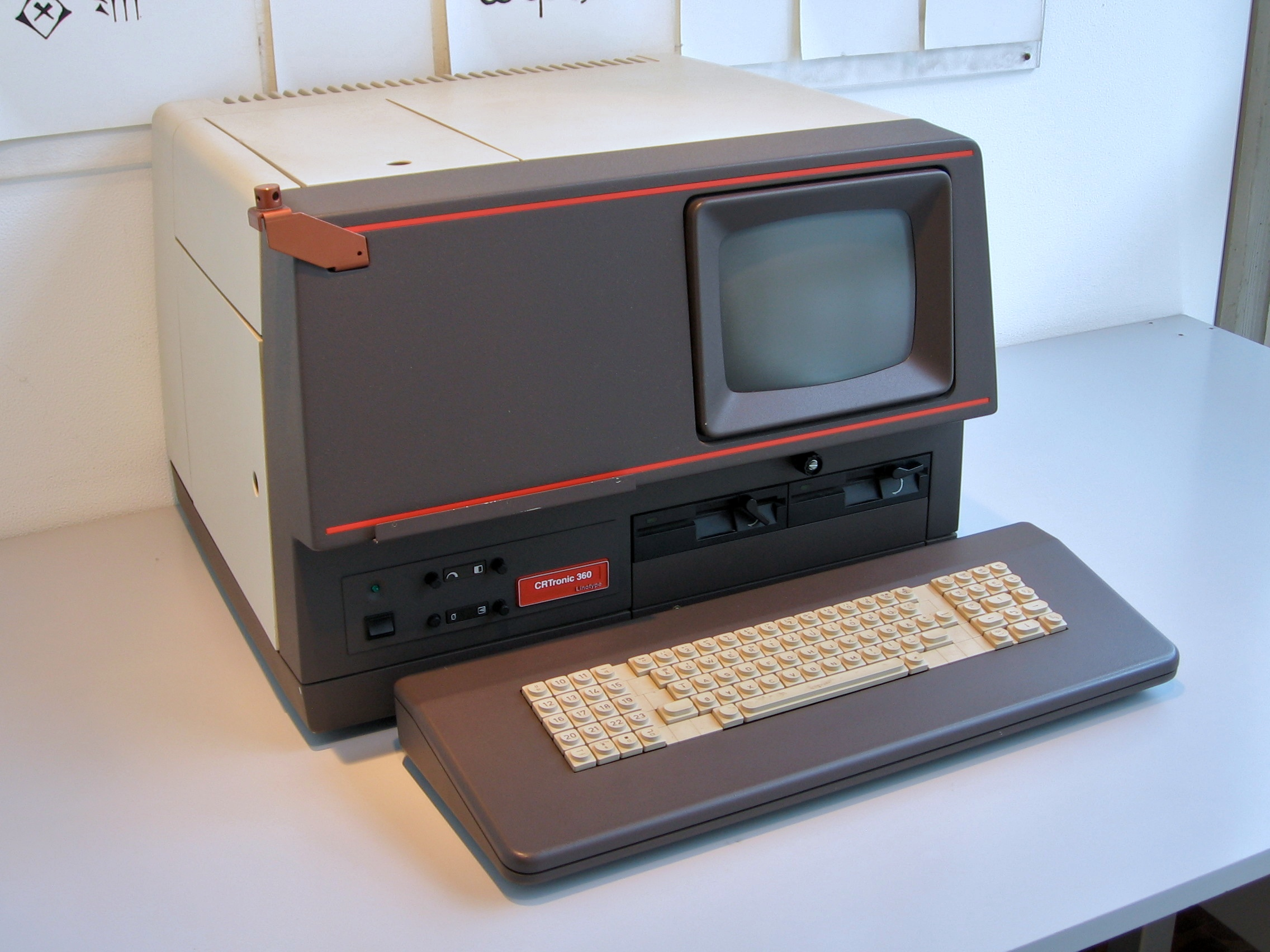
Linotype CRTronic s obrazovkou

Fotosazba byl způsob vytváření tiskové předlohy pro ofsetový tisk (tisk z plochy) pomocí fotografického filmu a papíru. Fotosázecí stroj promítal obrázky písmen na citlivý materiál, který po vyvolání sloužil k výrobě ofsetového listu. Fotosazba v 60. letech téměř vytlačila „horkou sazbu“ a pomohla nahradit knihtisk ofsetem. Během 70. let se optické promítání písmen nahradilo obrazovkou a v 90. letech vytlačila fotosazbu digitální sazba počítačem (DTP).

## Historie
Princip fotosázecího stroje předvedli francouzští vynálezci R. Higonnet a L. Moyroud v roce 1946 a celou metodu patentovali v USA roku 1957. První stroje užívaly otáčivý skleněný disk, na němž byly negativy celé sady znaků. Záblesk výbojky v přesně určeném okamžiku promítl obrázek písmene a další optický systém jej umístil na správné místo na filmu. Operátor psal na klávesnici a výsledkem byl široký filmový pás s jedním sloupcem sazby, který se po vyvolání rozstříhal („zlomil“) a sestavil do stránky. Ta se vcelku opět ofotografovala a negativ se použil k osvitu ofsetového listu.
U fotosázecích strojů německé firmy Berthold volil operátor znak pohybem páky a exponoval jeden po druhém. Rychlejší modely měly místo otočného disku nepohyblivou desku s negativy znaků a s výbojkou pro každý znak zvlášť. Ovládaly se děrnou páskou a dosahovaly rychlosti až 600 znaků za sekundu.
Kolem roku 1965 se objevily první stroje, kde se znaky nepromítaly, ale vytvářely programem na stínítku obrazovky s vysokým jasem. Obrazovka se řádek po řádku snímala na pás filmu. Počítačovým programem bylo možno velikost písma libovolně měnit, kombinovat různé fonty a automatizovat další funkce. Tím byl připraven nástup čistě digitální počítačové sazby celých stránek (DTP), které se přímo přenášejí na ofsetový list nebo tisknou na papír.